# Henry Rowley Bishop
Henry Rowley Bishop (Londra, 18 novembre 1786 – Londra, 30 aprile 1855) è stato un compositore inglese.
È famoso soprattutto per le canzoni Home! Sweet Home!  e Lo! Here the Gentle Lark. Ha composto o arrangiato circa 120 opere, fra cui 80 opere liriche, operette, cantate e balletti. Nominato cavaliere nel 1842, è stato il primo musicista a ottenere questo riconoscimento. Bishop ha lavorato per tutti i più importanti teatri di Londra del suo tempo — fra cui il Royal Opera House a Covent Garden, il Drury Lane, i Vauxhall Gardens e lo Haymarket Theatre —, e ha ricoperto la cattedra di Professor of Music alle Università di Edimburgo (1841-43) e di Oxford (1848-53). La sua seconda moglie fu il rinomato soprano Anna Bishop, che scandalizzò la società britannica lasciando lui e i loro tre figli per intrattenere una "relazione aperta" con l'arpista Nicolas-Charles Bochsa.

## Musica
Le "opere" di Bishop furono scritte in uno stile e in una forma in grado di soddisfare il pubblico del suo tempo. Condividevano più elementi con le prime ballad opera inglesi, o con i moderni musical, che con la classica opera lirica dell'Europa continentale. La sua prima opera, The Circassian's Bride (1809), vide una rappresentazione al Drury Lane prima che la partitura venisse perduta nell'incendio del teatro. Bishop la ricostruì a memoria.
Le sue opere di maggior successo furono The Virgin of the Sun (1812), The Miller and his Men (1813), Guy Mannering (1816), e Clari, or the Maid of Milan (1823). Clari, su libretto dell'americano John Howard Payne, comprende la canzone Home! Sweet Home!, che divenne enormemente popolare.
Degno di nota è anche l'adattamento in forma di commedia musicale della Commedia degli errori di William Shakespeare (1819), che comprende la popolare aria per soprano di coloratura "Lo! Here the Gentle Lark".
L'ultimo lavoro di Bishop fu la musica che gli venne commissionata per l'ode all'insediamento di Lord Derby come Cancelliere dell'Università di Oxford nel 1853.

## Opere principali
Opere teatrali
- The Maniac, or The Swiss Banditti (1810), opera
- The Virgin of the Sun (1812), operetta
- The Brazen Bust (1813), melodramma
- The Miller and His Men (1813), melodramma
- Sadak and Kalasrade, or The Waters of Oblivion (1814), opera
- Guy Mannering (1816), commedia musicale
- December and May (1818), operetta
- The Comedy of Errors (1819), commedia musicale
- Twelfth Night (1820), commedia musicale
- Clari, or the Maid of Milan (1823), opera
- Masaniello, the Fisherman of Naples (1825), opera
- Alladin (1826), opera

Cantate e oratori
- The Jolly Beggars (Robert Burns) (1817), cantata
- Waterloo (1826), cantata
- The Seventh Day (John Milton) (1833), cantata sacra
- The Departure from Paradise (Milton) (1836), cantata sacra
- The Fallen Angel (1839), oratorio

Musica strumentale
- Grand Sinfonia in Do maggiore (1805) per orchestra
- Concertante (1807) per flauto, oboe, fagotto, violino e contrabbasso
- Quartetto d'archi in Do minore (1816)
- Overture (alla Irlandese) (1823) per pianoforte
- A Lament (1829) per pianoforte